# Wrzeszcz Górny

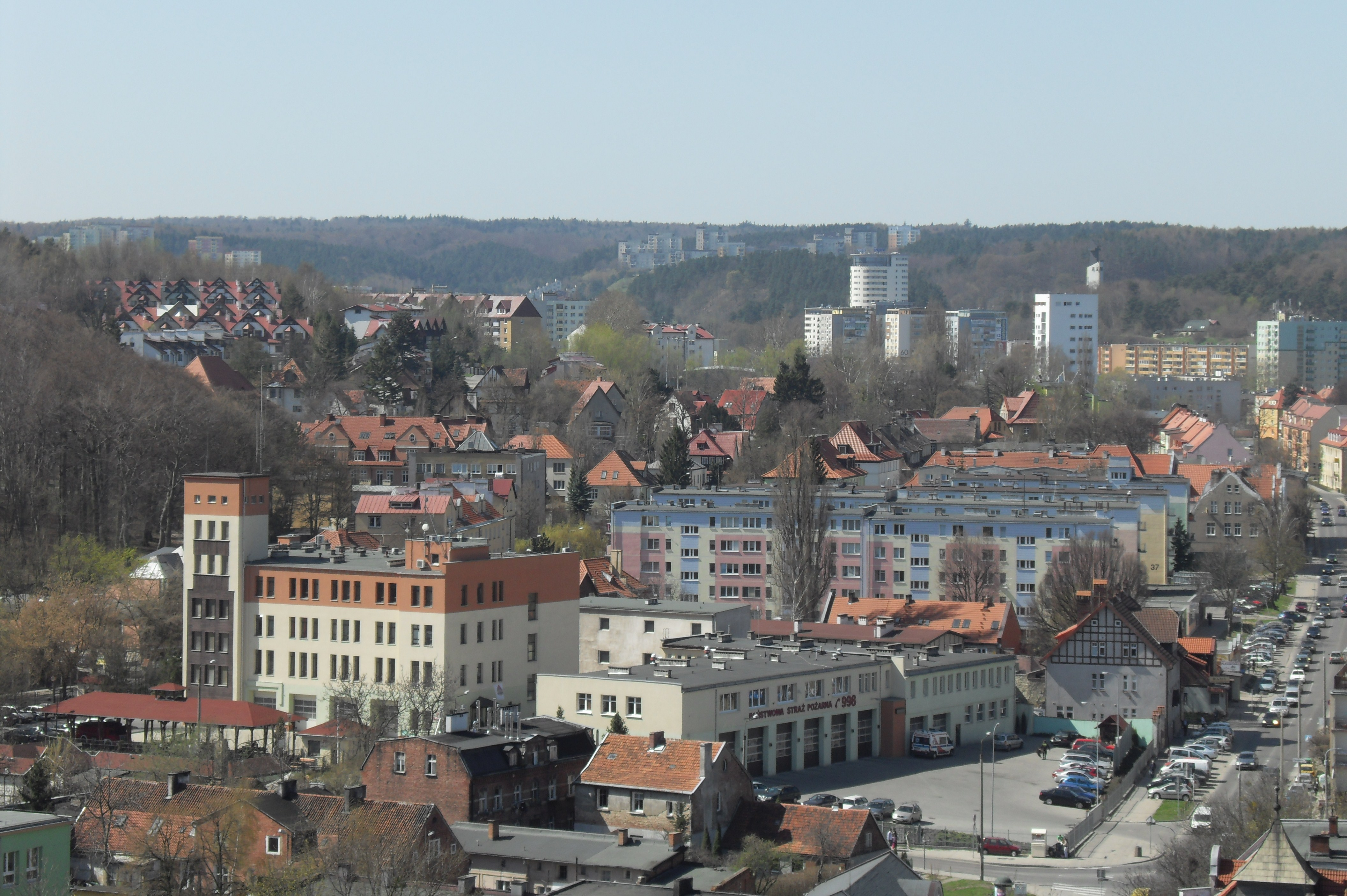
Panorama w kierunku Brętowa

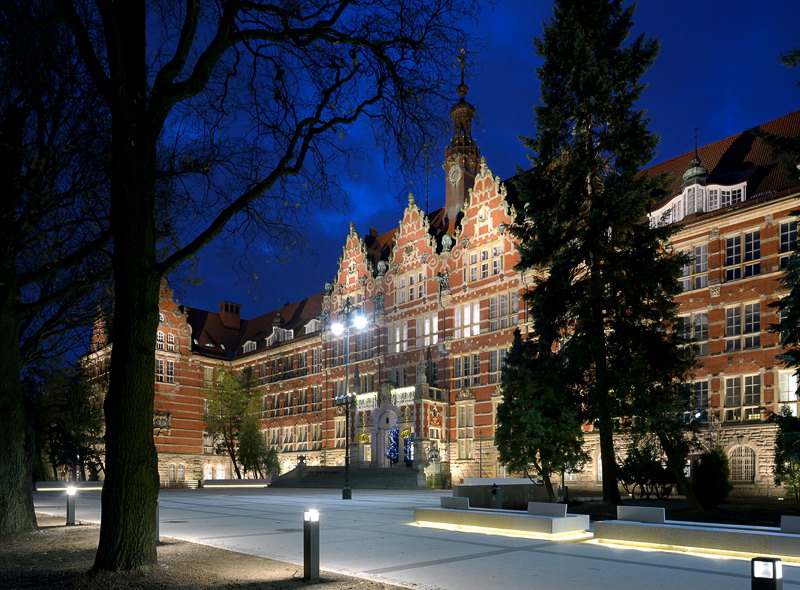
Politechnika Gdańska

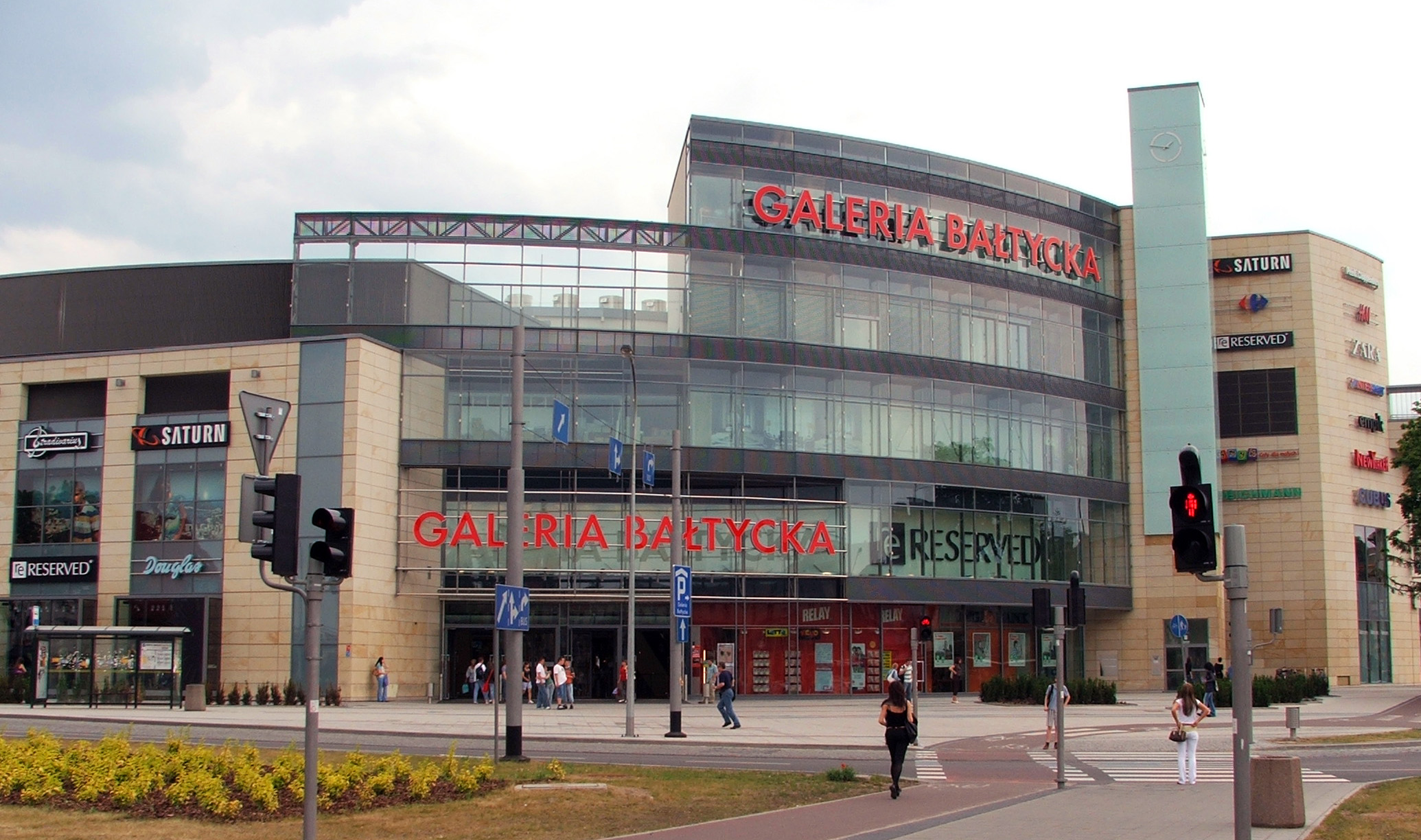
Galeria Bałtycka

Wrzeszcz Górny – dzielnica Gdańska położona w północno-środkowej części miasta. Jest to południowo-zachodnia część Wrzeszcza.

## Terytorium
Dzielnica położona jest w północno-środkowej części Gdańska. Geograficznie jest umiejscowiona na Pobrzeżu Kaszubskim. Przez dzielnicę przepływają cieki wodne Strzyża, Potok Jaśkowy i Studzienecki Potok.

### Sąsiednie dzielnice
- od północy: Strzyża, Zaspa-Młyniec, Wrzeszcz Dolny
- od wschodu: Wrzeszcz Dolny, Aniołki
- od południa: Suchanino, Piecki-Migowo
- od zachodu: Brętowo, VII Dwór

### Granice
Według statutu dzielnicy granice stanowią tory kolejowe od wiaduktu nad Aleją Hallera i na północny zachód do wiaduktu SKM Zaspa, następnie do Alei Grunwaldzkiej oraz Szymanowskiego (bez tej ulicy), dalej do ulicy Reymonta, pomiędzy zabudową jedno- a także wielorodzinną do lasu. Lasem do torów PKM, nasypem na południe do ulicy Rakoczego, następnie na południowy wschód przez las, do ulicy Migowskiej. Dalej granica biegnie na północ do lasu, by skręcić na południowy wschód do ogródków działkowych przy ulicy Sobieskiego, następnie do ulicy Smoluchowskiego i lasem na północ do parku przy ulicy Traugutta oraz Alei Zwycięstwa, potem do Opery Bałtyckiej i Aleją Hallera aż do wiaduktu kolejowego.

### Podział historyczny
- Jaśkowa Dolina - leśna dolina w południowo-zachodniej części dzielnicy. Przebiega nią ulica o takiej samej nazwie, łączy Wrzeszcz Górny z Pieckami-Migowem.
- Srebrzysko – obszar na zachodnim krańcu dzielnicy nad potokiem Strzyża. Cmentarz, szpital psychiatryczny.
- Strzyża Dolna – dawna kolonia robotnicza na północy dzielnicy, pomiędzy Al. Grunwaldzką i linią kolejową, w początkowym odcinku dawnej ulicy Labesweg.
- Strzyża Górna – mały fragment Strzyży Górnej leżący w dzielnicy Wrzeszcz - rejon dawnych koszar garnizonowych.
- Święta Studzienka – obszar historyczny w rejonie ulicy Do studzienki. Obecnie znajduje się tutaj kampus Politechniki.

## Obiekty
- Cmentarz Brętowski
- Cmentarz Srebrzysko
- Garnizon
- Wieżowiec Olimp
- Opera Bałtycka
- Politechnika Gdańska
- Teatr Leśny
- Wojewódzki Szpital Psychiatryczny w Gdańsku
- Wysepka we Wrzeszczu

### Obiekty sakralne
- Kolegiata Gdańska
- Kościół Garnizonowy Św. Piotra i Pawła
- Nowa Synagoga
- Parafia Matki Boskiej Nieustającej Pomocy

### Obiekty handlowe
- Centrum Handlowe Manhattan
- Galeria Bałtycka

### Pomniki przyrody
Na terenie dzielnicy znajduje się 32 pomników przyrody: 27 pojedynczych drzew, 3 grupy drzew i 2 głazy narzutowe.
W 2020 u zbiegu ulic Partyzantów i Matki Polki powstał park kieszonkowy, w którym nasadzono kostrzewę siną, śmiałka darniowego oraz sit siny.

## Transport
Górny Wrzeszcz położony jest wzdłuż drogi wojewódzkiej nr 468 pod postacią Al. Grunwaldzkiej oraz północnej części Alei Zwycięstwa. Przecina się ona z Trasą Słowackiego. 
Przez dzielnicę przebiega linia tramwajowa z Śródmieścia do Oliwy z odgałęzieniem w kierunku Brzeźna. Po torach poruszają się tramwaje linii 2, 3, 5, 6, 8, 9, 11, 12.
Na granicy z Dolnym Wrzeszczem położony jest dworzec kolejowy Gdańsk Wrzeszcz. Obsługuje on połączenia kolejowe wszystkich typów, również połączenia Trójmiejskiej SKM. Obok dworca znajdują się stanowiska autobusów miejskich.
W 2015 został oddany do użytku przystanek Gdańsk Niedźwiednik na linii Pomorskiej Kolei Metropolitalnej.
W 2020 oddano do użytku drogę rowerową wzdłuż ul. Dmowskiego, zbudowana kosztem 1,4 mln zł.

## Rada Dzielnicy

### Kadencja 2024–2029[8][9][10][11]
- Przewodnicząca Zarządu Dzielnicy
  - Irola Ferlin
- Przewodnicząca Rady Dzielnicy 
  - Anna Półtorzycka

### Kadencja 2019–2024[12]
- Przewodniczący Zarządu Dzielnicy
  - Krzysztof Koprowski
- Przewodniczący Rady Dzielnicy 
  - Maciej Kałas

### Kadencja 2015–2019[13]
- Przewodniczący Zarządu Dzielnicy
  - Arkadiusz Kowalina
- Przewodniczący Rady Dzielnicy 
  - Maciej Kałas (2018–2019 jako zastępca Przewodniczącego Rady)
  - Romuald Plewa (2015–2018)[14]

### Kadencja 2011–2015[15][16]
- Przewodnicząca Zarządu Dzielnicy
  - Lidia Makowska
- Przewodniczący Rady Dzielnicy 
  - Arkadiusz Kowalina